# بازودار
بازودار (به انگلیسی: Armiger) در نشان‌شناسی به شخص حقیقی یا حقوقی گفته می‌شود که حق استفاده از نشان‌های خانوادگی را از طریق وراثت، اعطا، ثبت یا به‌طور پیش‌فرض داراست. به چنین شخصی بازودار گفته می‌شود. یک خانواده یا طایفه نیز می‌تواند بازودار باشد.

## ریشه‌شناسی
واژه لاتین armiger به‌معنای «حامل سلاح» است. این واژه در انگلستان قرون وسطای میانه و متأخر به یک ملازم اسب‌سوار شوالیه اشاره داشت که نشان‌های منحصربه‌فرد خود را نیز حمل می‌کرد.
بازودار همچنین به‌عنوان یک لقب لاتین به‌کار می‌رفت و اکنون به‌عنوان یک نام خانوادگی نادر در کشورهای انگلیسی‌زبان یافت می‌شود.

## دوره مدرن
امروزه اصطلاح «بازودار» تنها در حوزه‌های قضایی خاص، مانند کانادا، جمهوری ایرلند، کنیا، آفریقای جنوبی، مالت، اسپانیا و بریتانیا تعریف روشنی دارد؛ جاهایی که نشان‌شناسی توسط دولت یا یک نهاد نشان‌شناسی مانند کالج نشان‌ها (College of Arms)، رئیس نشان‌های کانادا (Chief Herald of Canada)، دادگاه لرد لیون (Court of the Lord Lyon) یا دفتر رئیس نشان‌های ایرلند (Office of the Chief Herald of Ireland) تنظیم می‌شود. یک فرد می‌تواند از طریق اثبات (معمولاً از نسل مستقیم پدری) از شخصی که حق استفاده از یک نشان خانوادگی را دارد، یا از طریق دریافت نشان خانوادگی برای خود، به این حق دست یابد. صرف داشتن نام خانوادگی مشابه با یک بازودار برای برخورداری از این حق کافی نیست. 
استفاده از یک نشان خانوادگی معمولاً تحت محدودیت‌های قانونی است؛ این محدودیت‌ها مستقل از وضعیت حق تکثیر و مستقل از نمایش تصویری یک نشان خانوادگی است. نشان خانوادگی نمایانگر مالک آن است. اگرچه می‌توان آن را آزادانه نمایش داد؛ اما نمی‌توان آن را تصاحب کرد یا به نحوی استفاده کرد که باعث ایجاد سردرگمی یا ضرری برای مالک آن شود. 
در هلند عناوین اشرافی توسط قانون تنظیم می‌شوند. اشراف در سوئد و فنلاند از سال ۱۷۶۲ امتیاز استفاده از کلاه‌خود باز را دارند؛ در حالی که دیگران از کلاه‌خود بسته استفاده می‌کنند. 
در میان اشراف اسپانیا، «بازودار» (armígero) رتبه‌ای پایین و مشخص بود که گروه خاصی از اشراف بدون عنوان به آن تعلق داشتند. در نشان‌شناسی مدرن، اصطلاح blasonado نیز به‌کار می‌رود.

## برای مطالعهٔ بیشتر
- Coss, Peter R. (1995). "Knights, esquires and the origins of social gradation in England". Transactions of the Royal Historical Society. Sixth Series. Cambridge University Press. pp. 155–78. ISBN 978-0-521-55200-4.